# Marilyn Patiño
Luz Marilyn Patiño Zapata (Cali, Valle del Cauca, Colombia, 19 de febrero de 1982) es una actriz,  modelo, presentadora de televisión y locutora colombiana, reconocida por su participación en series de televisión como Sin tetas no hay paraíso, Oye bonita y Sin senos sí hay paraíso. En 2009 apareció en la revista SoHo.

## Filmografía

### Televisión
| Año       | Título                        | Personaje                      | Canal              |
| --------- | ----------------------------- | ------------------------------ | ------------------ |
| 2020-2021 | Encuentros                    | Mariana                        |                    |
| 2020      | Amparo Arrebato               |                                | Telepacifico       |
| 2019      | El final del paraíso          | Lucía Barrios                  | Telemundo          |
| 2016-2018 | Sin senos sí hay paraíso      | Lucía Barrios                  | Telemundo          |
| 2014-2016 | La viuda negra                | Jimena Villareal               | UniMás             |
| 2014      | El capo 3                     | Valentina López                | MundoFox           |
| 2013      | La hipocondríaca              | Luz Elvira                     | Caracol Televisión |
| 2012      | El rostro de la venganza      | Paula Lithina                  | Telemundo          |
| 2012      | Escobar: el patrón del mal    | Rosario                        | Caracol Televisión |
| 2012      | El albergue                   | Yarisleidi Cienfuegos Potuondo | Cadenatres         |
| 2010      | Perro amor                    | Mónica                         | Telemundo          |
| 2010      | Un sueño llamado salsa        | Jenny Riascos                  | Telefutura         |
| 2008-2010 | Oye bonita                    | Myriam Basanty "Micho"         | Caracol Televisión |
| 2008      | La Pasión según nuestros días | Magdalena                      | Caracol Televisión |
| 2008      | Sin retorno                   | Patricia "Paty" Miramontes     | Canal RCN          |
| 2008      | La sucursal del cielo         | Fabiola Belalcázar             | Caracol Televisión |
| 2007      | El Zorro: la espada y la rosa | Catalina Castañeda de los Ríos | Telemundo          |
| 2006      | Sin tetas no hay paraíso      | Paola Pizarro                  | Caracol Televisión |
| 2006      | Por amor                      | Nancy                          | Canal RCN          |
| 2005-2006 | Juego limpio                  | Diana de Morales               | Canal RCN          |
| 2005-2006 | Los Reyes                     | Secretaria de GER              | Canal RCN          |
| 2004      | Amor de mis amores            | Mónica Islas                   | Canal RCN          |
| 2003-2004 | El auténtico Rodrigo Leal     | Britney                        | Caracol Televisión |

### Cine
| Año  | Título                   | Personaje |
| ---- | ------------------------ | --------- |
| 2010 | Sin tetas no hay paraíso | Margot    |

### Programas
| Año       | Título                | Rol          | Canal              |
| --------- | --------------------- | ------------ | ------------------ |
| 2021      | ¿Quién es la Máscara? | Participante | Canal RCN          |
| 2006-2007 | También caerás        | Presentadora | Caracol Televisión |

### Locutora
| Año  | Medios   | Nota |
| ---- | -------- | ---- |
| 2017 | La Kalle |      |